# Caiophora smithii
Caiophora smithii är en brännreveväxtart som beskrevs av Ellsworth Paine Killip. Caiophora smithii ingår i släktet Caiophora och familjen brännreveväxter. Inga underarter finns listade i Catalogue of Life.